# شور زندگی (فیلم ۱۹۵۶)
شور زندگی (به انگلیسی: Lust for Life) فیلمی زندگینامه‌ای در مورد زندگی نقاش هلندی وینسنت ون گوگ به کارگردانی وینسنت مینلی با بازی کرک داگلاس است. این فیلم بر اساس رمانی به همین نام اثر ایروینگ استون ساخته و توسط نورمن کوروین اقتباس شده است.

## بازیگران
- رانالد آدام
- کرک داگلاس
- آنتونی کوئین
- لایونل جفریس
- هنری دانیل
- اورت اسلون
- پاملا براون
- جیمز دونالد
- مج کندی